# Mfolap
Folap (ou MFolap) est un village du Cameroun situé dans le département du Noun et la Région de l'Ouest. Il fait partie de l'arrondissement de Njimom.

## Population
En 1967, la population du village de Folap était estimée à 628 habitants. Lors du recensement de 2005, on y a dénombré environ 1 637 personnes.

## Infrastructures
Le village de Folap dispose d'une école publique et d'un centre de santé. Il est situé sur la route nationale numéro 6 de Bafoussam à Banyo.